# Comissió Econòmica per a Amèrica Llatina i el Carib
La Comissió Econòmica per a Amèrica Llatina i el Carib (CEPAL) és l'organisme depenent de l'Organització de les Nacions Unides responsable de promoure el desenvolupament econòmic i social de la regió. La feina de casa es concentren en el camp de la investigació econòmica. La seva secretària executiva actual és la mexicana Alicia Bárcena, des de l'1 de juliol de 2008.

## Organització
La seu de la Comissió és la ciutat de Santiago de Xile que coordina dues seus subregionals: una para Amèrica Central, amb seu en la Ciutat de Mèxic (creada en 1951) per alguns destacats economistes com Ifigenia Martínez, i l'altra per als països del Carib, situada en Port of Spain (Trinitat i Tobago) (1966). Té oficines nacionals en Santa Fe de Bogotá (1952), Lima (1960), Brasília (1968), Buenos Aires (1974), i una oficina d'enllaç en la ciutat de Washington D. de C. (1950).
LA CEPAL es troba organitzada en les següents divisions:
- Desenvolupament Econòmic (DDE)

- Desenvolupament Social (DDS)

- Estadística i Projeccions Econòmiques (DEYPE)

- Població i Desenvolupament (CELADE, Centre Llatinoamericà i Caribeny de Demografia)

- Comerç Internacional i Integració

- Planificació Econòmica i Social (ILPES, Institut Llatinoamericà i del Carib de Planificació Econòmica i Social)

- Desenvolupament Productiu i Empresarial (DDPE)

- Desenvolupament Sostenible i Assentaments Humans (DDSAH)

- Recursos Naturals i Infraestructura (DRNI)

El seu pressupost per al bienni 2000-2001 fou de 90 milions de dòlars estatunidencs.